# Csetényi Gyula
Csetényi Gyula, szül. Csetényi Gyula Miklós (Budapest, 1940. február 18. –) magyar fuvolaművész, tanár.

## Tanulmányok
Általános iskolai tanulmányait Baján a III. Béla Gimnáziumban, zenei tanulmányait szintén Baján, a Liszt Ferenc Állami Zeneiskolában kezdte, majd a Budapesti Bartók Béla Zeneművészeti Szakiskolában folytatta. 1961-ben felvételt nyert a Liszt Ferenc Zeneművészeti Főiskolára. 1966-ban Hartai Ferenc növendékeként szerezett meg fuvolaművész-tanári diplomáját. 1965-ben osztrák ösztöndíjjal a salzburgi Mozarteumban tanult Karlheinz Zoeller professzornál, aki a következő tanévtől ösztöndíjat ajánlott neki Berlinbe, amit politikai okok miatt nem fogadhatott el. 1967-től kétéves magyar állami ösztöndíjjal mint aspiráns képezte tovább magát Lipcsében, a Mendelssohn Akadémián, Erich List professzornál. Hivatalos tanulmányai befejeztével figyelme mindinkább James Galway munkásságára irányult, akinek játéka művészi arculata kialakításához nagymértékben hozzájárult.

## Szakmai pályafutás
1968–70-ben a MÁV Szimfonikusoknál, majd 1970–74 között az Állami Hangverseny Zenekarban játszott.
1976–84 között a Liszt Ferenc Zeneművészeti Főiskola Debreceni Tagozatán tanított, majd 1987-től a Liszt Ferenc Zeneművészeti Főiskola Miskolci Tagozatán dolgozott, ahol 1989-től az egyetemi ágazaton is tanított, 1995-ben pedig tanszékvezetői megbízást kapott.
Számos növendéke, országos és nemzetközi versenyek díjazottjai, ma már külföldön és itthon vezető pozíciókat töltenek be a zenei élet különböző területein. Mint zsűritag rendszeresen részt vesz a hazai versenyek elbírálásában, de meghívást kapott nemzetközi versenyek zsűrijében is: 1993-ban Olaszországba, 1996-ban Bayreuthba, 1998-ban és 1999-ben Temesvárra.
Az Oktatási Minisztérium felkérésére kidolgozta a szakközépiskolai fuvola szak tantervét (NAT), neve szerepel az Országos Szakértői és az Akkreditációs Szakértői Névjegyzékben.

### Koncertek
1970-ben Magyar Barokk Trió néven kamaraegyüttest alapított. Mind az együttessel, mind önállóan rendszeres koncerttevékenységet folytat itthon és külföldön. Bemutatkozó hangversenye 1970-ben Frankfurt am Mainban volt. Fellépett Csehországban, Bulgáriában, Szlovákiában, Spanyolországban, Lengyelországban, Svájcban, Németországban, Hollandiában, Norvégiában, Franciaországban, Belgiumban több alkalommal. Számos rádiófelvételt készített a budapesti, a bécsi, burgenlandi, grazi, pozsonyi rádiónál, illetve a magyar, német, spanyol, lengyel televízióban. 21 új magyar mű bemutatóját és első felvételét ő készítette. A közel 1200 fellépése alatt Európa szinte minden országában koncertezett.
1983 óta évente szervezi Baján a Pro Musica Nemzetközi Nyári Akadémiát, ahol a legkiválóbb hazai és külföldi tanárok nyújtanak a zenélni vágyó fiataloknak magas szintű továbbképzési lehetőséget. A Nyári Akadémiának ma már nemzetközi híre van, a hazai hasonló rendezvények között kimagasló helyet foglal el.

## Társaságok
1991-ben javaslatára szerveződött meg a Magyar Fuvolás Társaság, amely mára több mint ötszáz tagot számlál.
1995–99 között a Zenetanárok Társaságának (ZETA) alelnöke volt.

## Díjak
Művészi tevékenységéért 1983-ban SZOT-díjat, a mai magyar zene bemutatásáért és propagálásáért 1989, 1990, 1992, 1993, 1994, 1998-ban Artisjus-díjat kapott.
1995-ben a kulturális miniszter Németh László-díjjal tüntette ki.
1996-ban a Magyar Fuvolás Társaság legmagasabb szakmai elismeréseként Doppler-díjat adományozott neki.